# Cabera inornaria
Cabera inornaria là một loài bướm đêm trong họ Geometridae.